# كوري نورمان
كوري نورمان (بالإنجليزية: Corey Norman)‏ هو لاعب دوري الرغبي أسترالي، ولد في 3 فبراير 1991 في بريزبان في أستراليا.